# 4463 Marschwarzschild
4463 Marschwarzschild eller 1954 UO2 är en asteroid i huvudbältet, som upptäcktes 28 oktober 1954 av Indiana Asteroid Program vid Indiana University Bloomington med Goethe Link Observatory. Asteroiden har fått sitt namn efter Martin Schwarzschild.
Asteroiden har en diameter på ungefär 13 kilometer och den tillhör asteroidgruppen Themis.